# Stadion u Nisy
Le Stadion u Nisy est un stade de football situé à Liberec en République tchèque.
C'est le domicile du FC Slovan Liberec.

## Évènements
Le stade a accueilli trois matchs de compétitions officielles de l'équipe de République tchèque et un match amical.
| 4 juin 2005 | Tchéquie                                                                                       | 8 – 1   | Andorre   | Éliminatoires de la Coupe du monde 2006       |                                               |
|             | Lokvenc 12e, 92e · Koller 30e · Šmicer 37e · Galásek 52e · Baroš 79e · Rosický 84e · Polák 86e | (3 - 1) | 36e Riera | Spectateurs : 9 520 Arbitrage : Selçuk Dereli | Spectateurs : 9 520 Arbitrage : Selçuk Dereli |
|             | Rapport                                                                                        |         |           | Spectateurs : 9 520 Arbitrage : Selçuk Dereli | Spectateurs : 9 520 Arbitrage : Selçuk Dereli |

| 7 octobre 2006 | Tchéquie                                                               | 7 – 0   | Saint-Marin | Éliminatoires de l'Euro 2008                 |                                              |
|                | Kulič 15e · Polák 22e · Baroš 32e, 68e · Koller 42e, 52e · Jarolím 49e | (4 - 0) |             | Spectateurs : 9 514 Arbitrage : Vusal Aliyev | Spectateurs : 9 514 Arbitrage : Vusal Aliyev |
|                | Rapport                                                                |         |             | Spectateurs : 9 514 Arbitrage : Vusal Aliyev | Spectateurs : 9 514 Arbitrage : Vusal Aliyev |

| 28 mars 2007 | Tchéquie  | 1 – 0   | Chypre | Éliminatoires de l'Euro 2008               |                                            |
|              | Kováč 22e | (1 - 0) |        | Spectateurs : 9 310 Arbitrage : Ivan Bebek | Spectateurs : 9 310 Arbitrage : Ivan Bebek |
|              | Rapport   |         |        | Spectateurs : 9 310 Arbitrage : Ivan Bebek | Spectateurs : 9 310 Arbitrage : Ivan Bebek |

| 11 août 2010 | Tchéquie                                         | 4 – 1   | Lettonie    | Match amical                                      |                                                   |
|              | Bednář 49e · Fenin 54e · Pospěch 74e · Necid 77e | (0 - 0) | 90+2e Cauņa | Spectateurs : 7 456 Arbitrage : Sergij Dankovskyj | Spectateurs : 7 456 Arbitrage : Sergij Dankovskyj |
|              | Rapport                                          |         |             | Spectateurs : 7 456 Arbitrage : Sergij Dankovskyj | Spectateurs : 7 456 Arbitrage : Sergij Dankovskyj |